# Expedition 47
Expedition 47 è stata la 47ª missione di lunga durata verso la Stazione spaziale internazionale.

## Equipaggio
| Ruolo               | Marzo 2015                             | Marzo 2015 – Giugno 2016               |
| ------------------- | -------------------------------------- | -------------------------------------- |
| Comandante          | Timothy Kopra, NASA Secondo volo       | Timothy Kopra, NASA Secondo volo       |
| Ingegnere di volo 1 | Jurij Malenčenko, Roscosmos Sesto volo | Jurij Malenčenko, Roscosmos Sesto volo |
| Ingegnere di volo 2 | Timothy Peake, ESA Primo volo          | Timothy Peake, ESA Primo volo          |
| Ingegnere di volo 3 |                                        | Aleksej Ovčinin, Roscosmos Primo volo  |
| Ingegnere di volo 4 |                                        | Oleg Skripočka, Roscosmos Secondo volo |
| Ingegnere di volo 5 |                                        | Jeffrey Williams, NASA Quarto volo     |

FonteSpacefacts